# ويليام س. ميلور
ويليام س. ميلور (بالإنجليزية: William C. Mellor)‏ هو مصور سينمائي أمريكي، ولد في 29 يونيو 1903 في ميزوري في الولايات المتحدة، وتوفي في 30 أبريل 1963 في لوس أنجلوس في الولايات المتحدة بسبب نوبة قلبية.

## وصلات خارجية
- ويليام س. ميلور على موقع IMDb (الإنجليزية)
- ويليام س. ميلور على موقع ألو سيني (الفرنسية)
- ويليام س. ميلور على موقع أول موفي (الإنجليزية)
- ويليام س. ميلور على موقع قاعدة بيانات الأفلام السويدية (السويدية)
- ويليام س. ميلور على موقع قاعدة بيانات الفيلم (الإنجليزية)
- ويليام س. ميلور على موقع كينوبويسك (الروسية)